# ناوچه کلاس اسلو
ناوچه کلاس اسلو (به انگلیسی: Oslo-class frigate) یک کلاس از کشتی است که طول آن ۹۶٫۶ متر (۳۱۶ فوت ۱۱ اینچ) می‌باشد.